# Rémanence des données

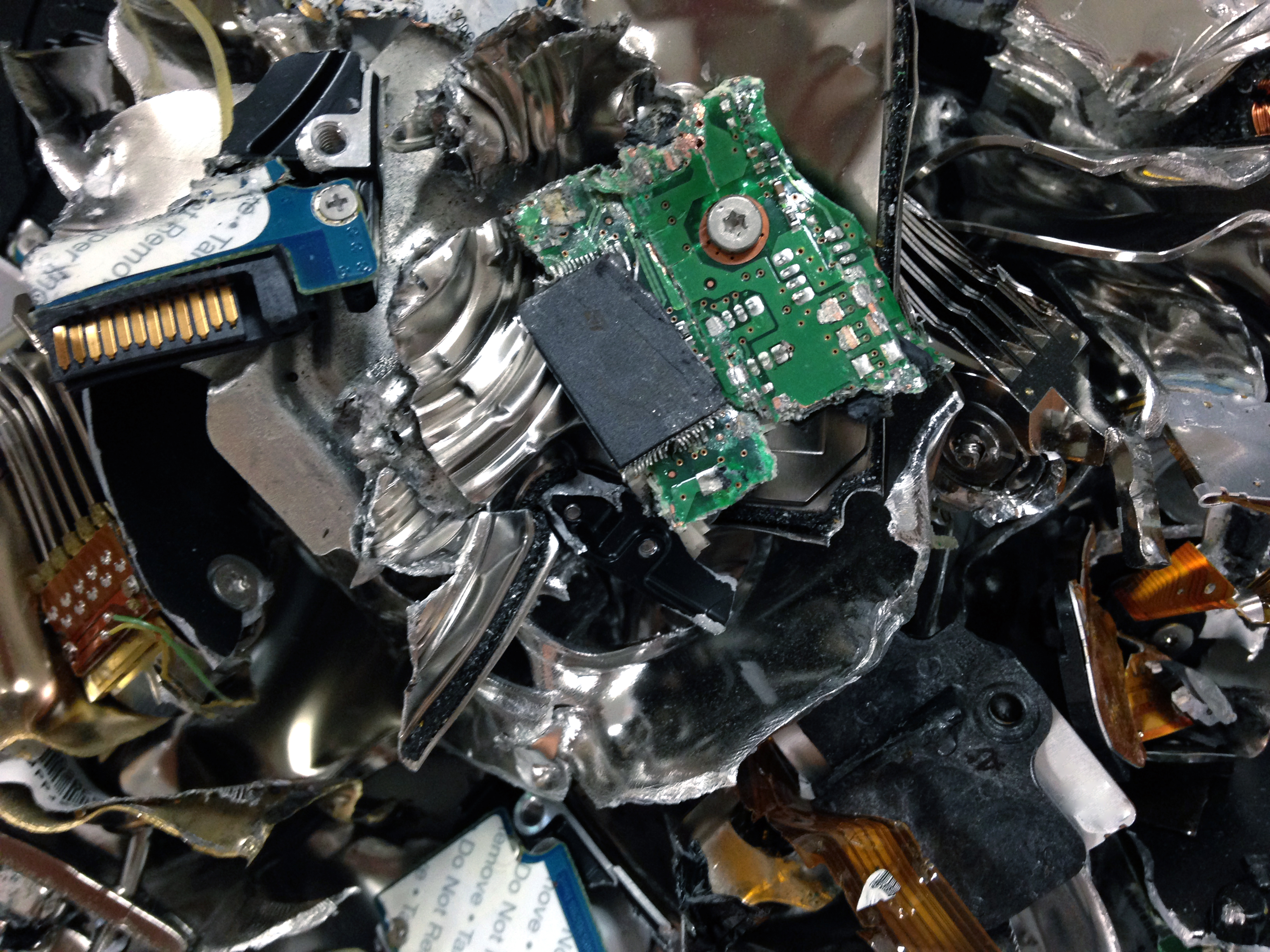
Débris d'un disque dur détruit.

En informatique, la rémanence des données désigne la représentation résiduelle de données qui persistent malgré des tentatives de les effacer.
Cette rémanence peut venir de traces laissées par
- la suppression d'un fichier qui supprime le fichier de l'index d'un disque, mais laisse les données du fichier sur le disque ;
- le reformatage d'un support de stockage qui ne supprime pas les informations préalablement écrites sur le support ;
- les propriétés physiques du support qui permettent à des données préalablement enregistrées d'être récupérées malgré l'écriture d'autres informations sur les cellules préalablement occupées par ces données.

La rémanence des données peut conduire à une divulgation involontaire d'informations sensibles si un support de stockage est jeté à la poubelle, vendu à un tiers ou volé.
Différentes techniques ont été développées pour lutter contre les effets indésirables de la rémanence des données. Ces techniques sont classées en trois catégories : le nettoyage, la purge et la destruction. Des techniques populaires sont l'écrasement des données, la démagnétisation, le chiffrement et la destruction physique.
L'application effective de techniques pour contrer la rémanence peut être compliquée par plusieurs facteurs, y compris des médias qui sont inaccessibles, des médias qui ne peuvent être effacés, des systèmes de stockage avancées qui maintiennent l'historique de données tout au long de leur cycle de vie et la rémanence des données dans des mémoires qui sont généralement considérées comme volatiles.

## Catégories de contre-mesures à la rémanence des données
Les contre-mesures à la rémanence des données sont généralement regroupées en trois catégories : le nettoyage, la purge et la destruction. 

### Nettoyage
Le nettoyage (en anglais, clearing) est la suppression d'informations sensibles des périphériques de stockage de manière que les données ne puissent pas être reconstruites en utilisant les fonctions normales du système d'exploitation ou des utilitaires de récupération de fichiers. Après un nettoyage, les données peuvent encore être récupérées, mais il faut pour cela utiliser des équipements spéciaux de laboratoire qui sont uniquement à la portée d'utilisateurs très expérimentés.
Le nettoyage (en anglais, purging ou sanitizing) est une protection contre la divulgation accidentelle au sein d'une organisation. Par exemple, avant qu'un disque dur soit réutilisé dans une organisation, son contenu est habituellement nettoyé pour empêcher leur divulgation accidentelle d'information à l'utilisateur suivant.

### Purge
La purge est la suppression des informations sensibles des périphériques de stockage de manière que les données ne puissent pas être reconstruites en utilisant des techniques connues. La purge se fait généralement avant de transférer un périphérique en dehors du contrôle d'une organisation, par exemple avant de le jeter au rebut, de le donner ou de le vendre.

### Destruction
Cette technique consiste à détruire physiquement le support. L'efficacité de cette technique varie selon la méthode de destruction employée. Quelques coups de marteau sur un disque dur ne sont pas suffisants pour prévenir la reconstruction des informations contenues sur le disque. Par contre, la destruction physique à l'aide de techniques appropriées est généralement considérée comme la méthode la plus sûre de suppression des données.

## Standards
Il existe plusieurs standards sur l'effacement sécuritaire des données informatiques. En voici quelques-uns.
Australie
- DSD ISM 2010, Australian Government Information Security Manual, Nov 2010 [2]

Canada
- RCMP B2-002, IT Media Overwrite and Secure Erase Products, May 2009 [3]
- Communications Security Establishment Clearing and Declassifying Electronic Data Storage Devices, July 2006 [4]

Nouvelle-Zélande
- GCSB NZISM 2010, New Zealand Information Security Manual, Dec 2010 [5]
- NZSIS PSM 2009, Protective Security Manual

États-Unis
- NIST Special Publication 800-88, Guidelines for Media Sanitization, September 2006 [1]
- DoD 5220.22-M, National Industrial Security Program Operating Manual (NISPOM), February 2006 [6]
- Army AR380-19, Information Systems Security, February 1998 [7]
- Air Force AFSSI 8580, Remanence Security, 17 November 2008[8] (formerly AFSSI 5020)[9]
- Navy NAVSO P5239-26, Remanence Security, September 1993 [10]